# Ramusella pocsi
Ramusella pocsi är en kvalsterart som först beskrevs av Balogh och Sandór Mahunka 1967.  Ramusella pocsi ingår i släktet Ramusella och familjen Oppiidae. Inga underarter finns listade i Catalogue of Life.